# Geovane Luís da Silva
Geovane Luís da Silva (Carandaí, 21 de junho de 1971) é um prelado católico brasileiro. É bispo diocesano da Diocese de Divinópolis.

## Biografia
Após concluir os estudos de filosofia e teologia no Seminário Maior São José de Mariana, obteve a licença em teologia dogmática na Pontifícia Universidade Gregoriana de Roma e posteriormente especializou-se em Cultura e Arte Sacra na Universidade Federal de Ouro Preto.
Recebeu a ordenação presbiteral em 21 de junho de 1997 e foi incardinado na Arquidiocese de Mariana, onde exerceu os seguintes cargos: vigário paroquial da Paróquia Santa Efigênia de Ouro Preto, pároco da Paróquia Sagrado Coração de Jesus em Mariana; formador do Seminário Menor, diretor do curso de teologia do Seminário Maior e diretor do Museu de Arte Sacra de Mariana. Foi professor de Teologia Sacramental e Liturgia no Seminário Maior, vigário episcopal da Região Sul; membro do Conselho Episcopal e do Colégio de Consultores, além de pároco de Nossa Senhora da Piedade em Barbacena.
Em 21 de dezembro de 2016 foi nomeado pelo Papa Francisco como bispo auxiliar de Belo Horizonte e recebeu a ordenação episcopal em 25 de março de 2017, como bispo titular de Mons in Numidia, na Basílica de São José Operário, de Dom Geraldo Lyrio Rocha, arcebispo de Mariana, coadjuvado por Dom Walmor Oliveira de Azevedo, arcebispo de Belo Horizonte e por Dom José Eudes Campos do Nascimento, bispo de Leopoldina.
Foi o responsável pela região episcopal Nossa Senhora da Piedade (Belo Horizonte/Centro-Sul, Sabará, Caeté, Taquaraçu de Minas, Nova União, Nova Lima, Raposos e Rio Acima), além de secretário das Regiões Leste 2 da Conferência Nacional dos Bispos do Brasil, que inclui os distritos eclesiásticos do Estado de Minas Gerais, entre 2019 e 2023.
Em 19 de abril de 2023, foi nomeado como bispo de Divinópolis. Fez sua entrada solene em 17 de junho do mesmo ano.